# Gollarahalli, Holalkere
Gollarahalli là một làng thuộc tehsil Holalkere, huyện Chitradurga, bang Karnataka, Ấn Độ.